# Тетрасиликат калия
Тетрасиликат калия — неорганическое соединение, соль щелочного металла калия и кремниевой кислоты с формулой K2Si4O9•H2O, бесцветные кристаллы, растворяется в воде.

## Получение
- Кипячение метасиликата калия в подщелоченных растворах:

{\displaystyle {\mathsf {4K_{2}SiO_{3}+4H_{2}O\ {\xrightarrow {100^{o}C}}\ K_{2}Si_{4}O_{9}\cdot H_{2}O\downarrow +6KOH}}}

## Физические свойства
Тетрасиликат калия образует бесцветные кристаллы растворимые в воде, не растворимые с этаноле.

## Химические свойства
- Разлагается при нагревании:

{\displaystyle {\mathsf {K_{2}Si_{4}O_{9}\cdot H_{2}O\ {\xrightarrow[{-H_{2}O}]{T}}\ K_{2}Si_{4}O_{9}\ {\xrightarrow {T}}\ K_{2}Si_{2}O_{5}+2SiO_{2}}}}